# Nebenkirche St. Nikolaus (Neuried bei München)

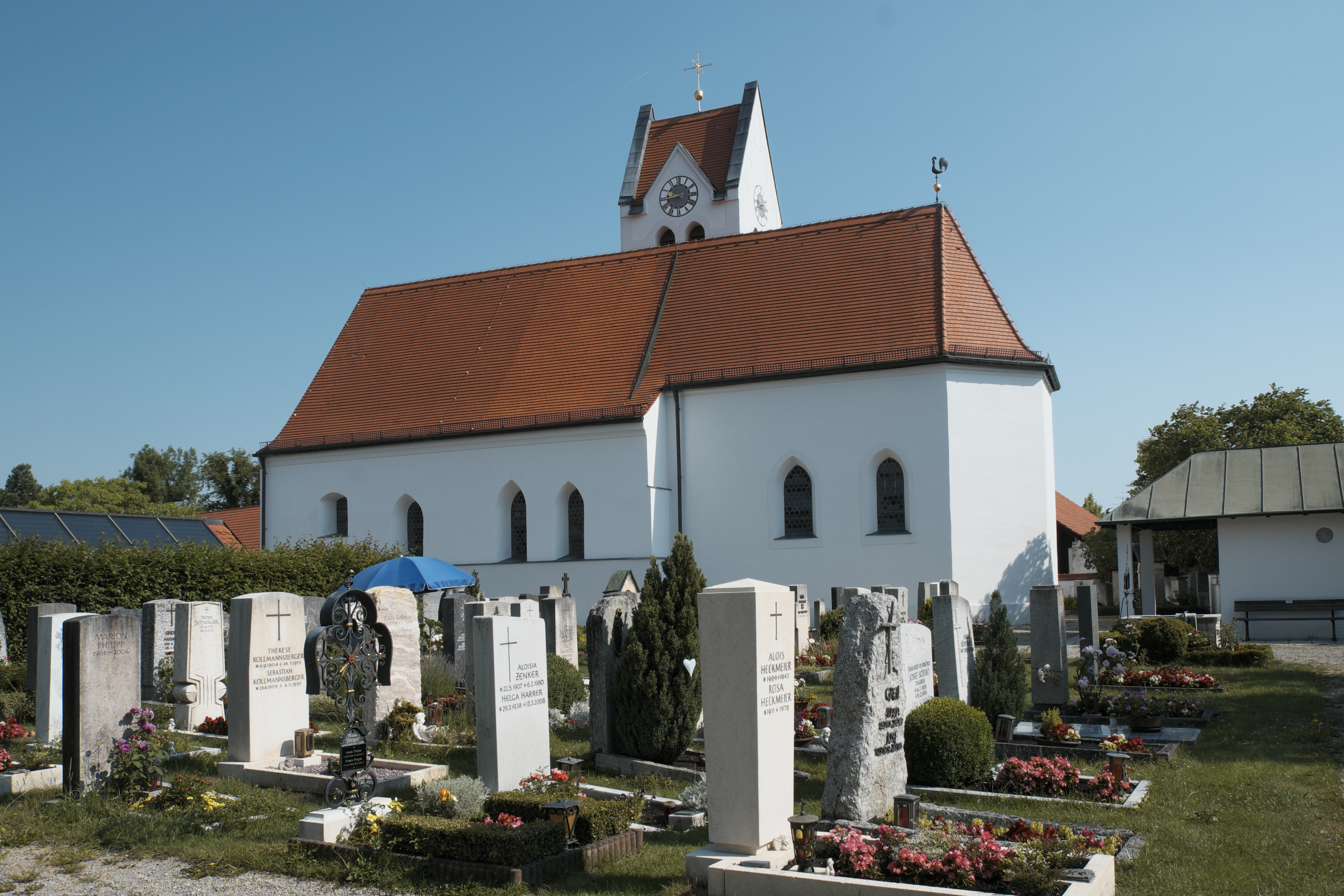
Alte Pfarrkirche St. Nikolaus

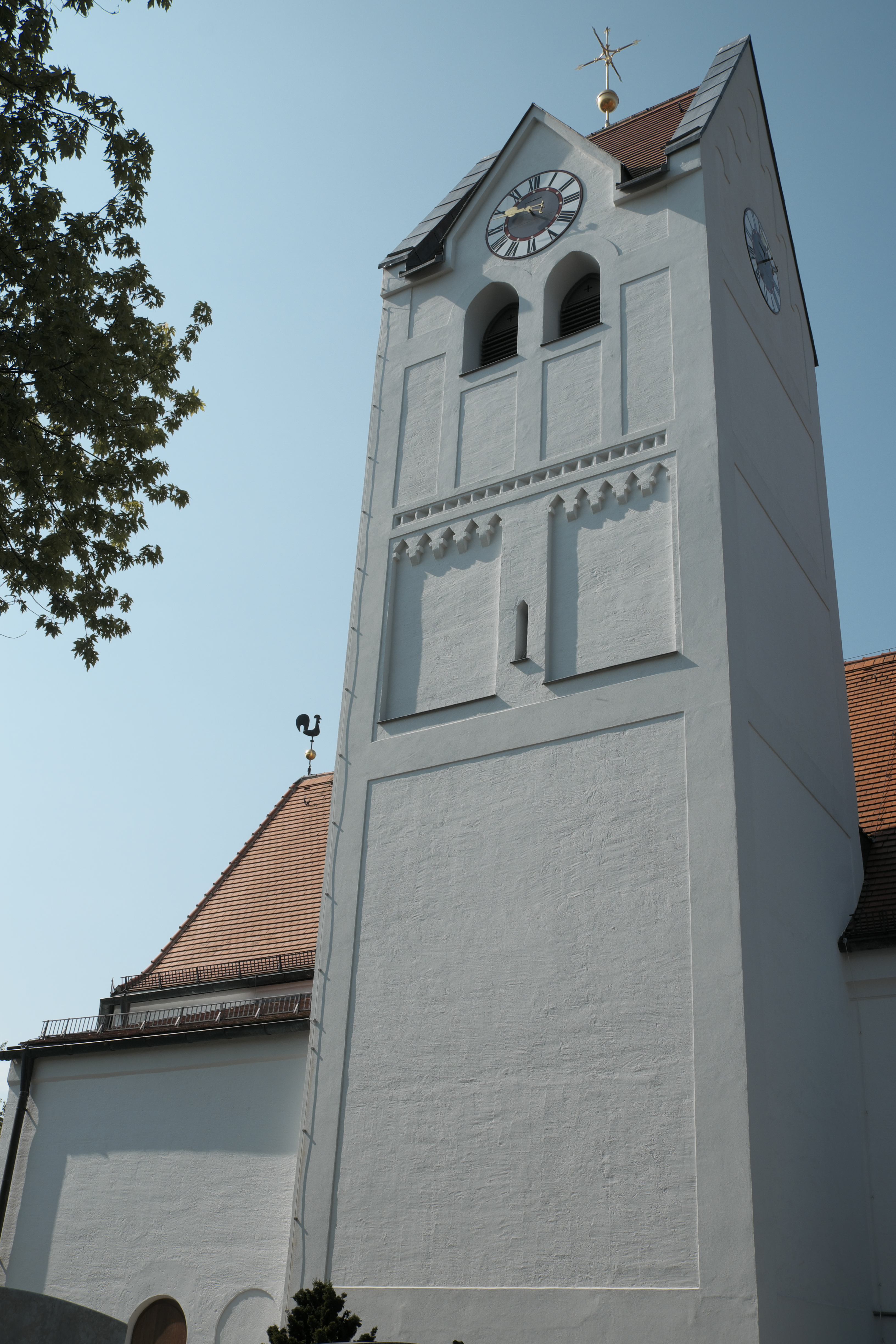
Glockenturm

Die alte katholische Pfarrkirche St. Nikolaus in Neuried, einer Gemeinde im Landkreis München, im Südwesten der bayerischen Landeshauptstadt, wurde an der Stelle eines romanischen Vorgängerbaus in der zweiten Hälfte des 15. Jahrhunderts errichtet.

## Geschichte
Von der ursprünglich Maria geweihten Vorgängerkirche aus dem späten 13. Jahrhundert sind der Unterbau des Turmes und Teile der Langhausmauern erhalten. Das Turmobergeschoss und der spätgotische Chor wurden im Jahr 1484 errichtet, worauf die Jahreszahl an der Innenseite des Chorbogens hinweist. Im 17. und 18. Jahrhundert erfolgten mehrere Umgestaltungen des gotischen Kirchenbaus. Vermutlich um 1752 wurde das Langhaus erhöht. Seit der Mitte des 18. Jahrhunderts ist das Patrozinium des heiligen Nikolaus von Myra belegt. Ein Anbau mit Sakristei im Erdgeschoss und einem Kirchenstüberl im ersten Stock erfolgte 1956.
Im Zuge der Restaurierung in den 1970er Jahren wurde die Westempore erneuert und im Langhaus anstelle des früheren, mit barocken Fresken bemalten Tonnengewölbes eine flache Holzdecke eingezogen. Während jener Renovierung wurde auch die barocke Kanzel von um 1700 entfernt.
In den 2000er Jahren wurde eine neue Pfarrkirche erbaut, die 2008 geweiht wurde und ebenfalls das Patrozinium St. Nikolaus hat. Seither dient die alte Pfarrkirche als Nebenkirche.

## Architektur

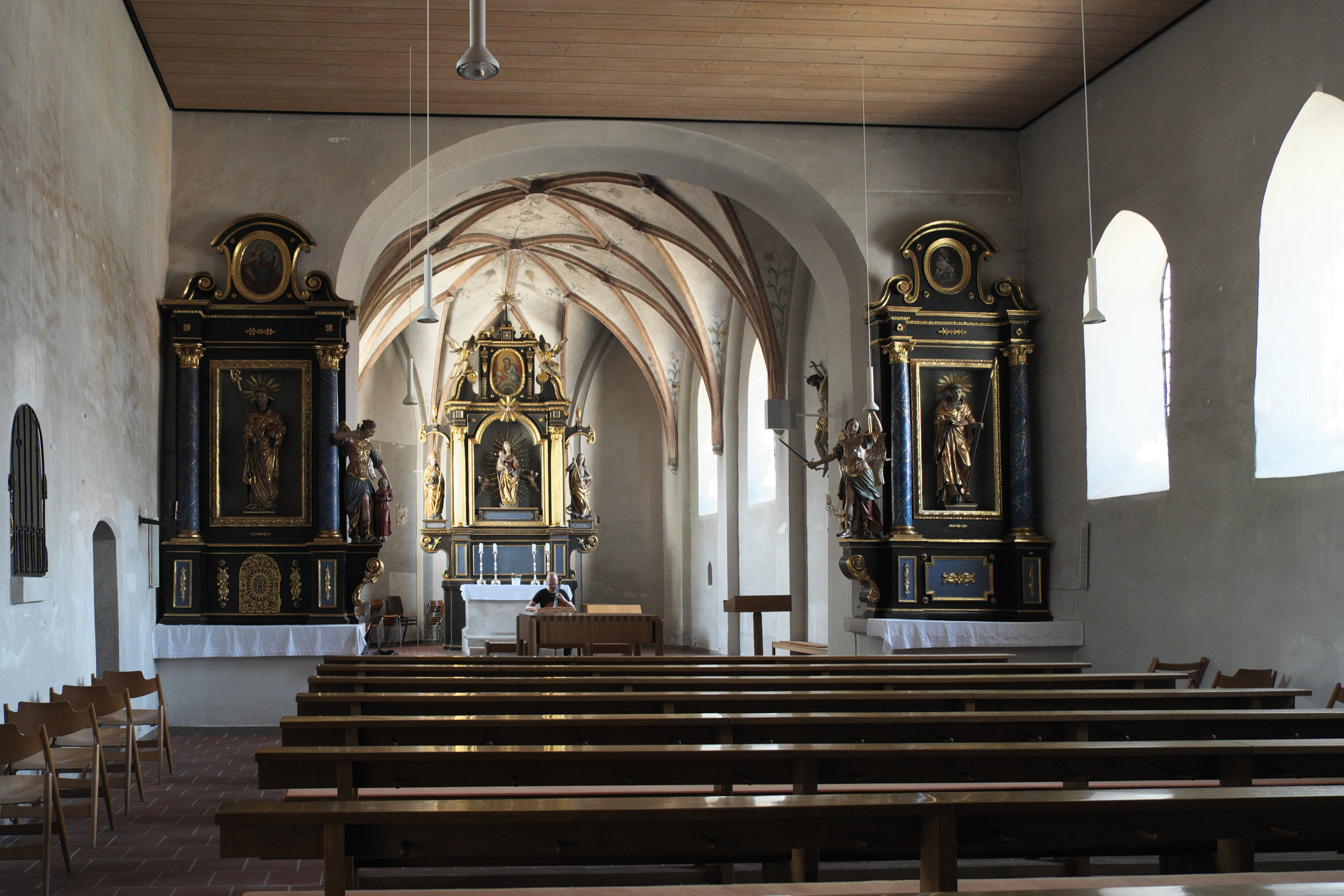
Innenraum

### Außenbau
Im nördlichen Chorwinkel erhebt sich der mit einem Satteldach gedeckte Turm. Er wird von Blendfeldern gegliedert, die im oberen Geschoss von einem Zahn- und einem Spitzbogenfries mit Kreuzen gerahmt werden. Unter der Turmuhr sind zwei spitzbogige Schallfenster eingeschnitten. Die beiden Zwerchgiebel an der Nord- und Südseite des Turms wurden 1890 eingefügt.

### Innenraum

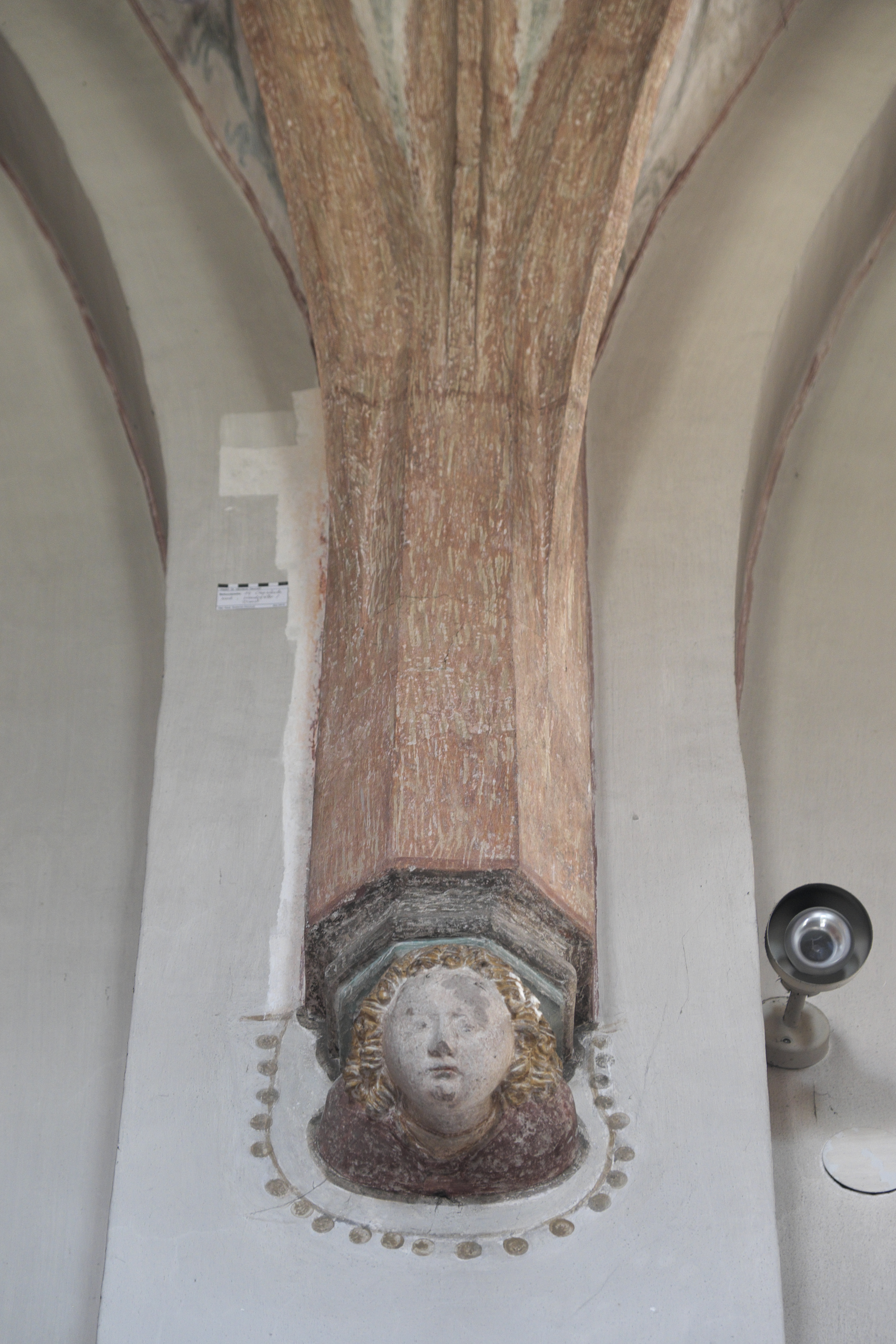
Konsole im Chor

Der Innenraum ist ein Saalbau mit einem stark eingezogenen, fünfseitig geschlossenen Chor, den Wandpfeiler mit Schildbögen gliedern. Der Chor wird von einem Netzrippengewölbe gedeckt, das auf mit Köpfen skulptierten Konsolen aufliegt. Die floralen Malereien am Gewölbe wurden 1955 wieder freigelegt. Auf den Schlusssteinen sind Heilige dargestellt, ein Schlussstein ist mit dem Relief der Muttergottes verziert.

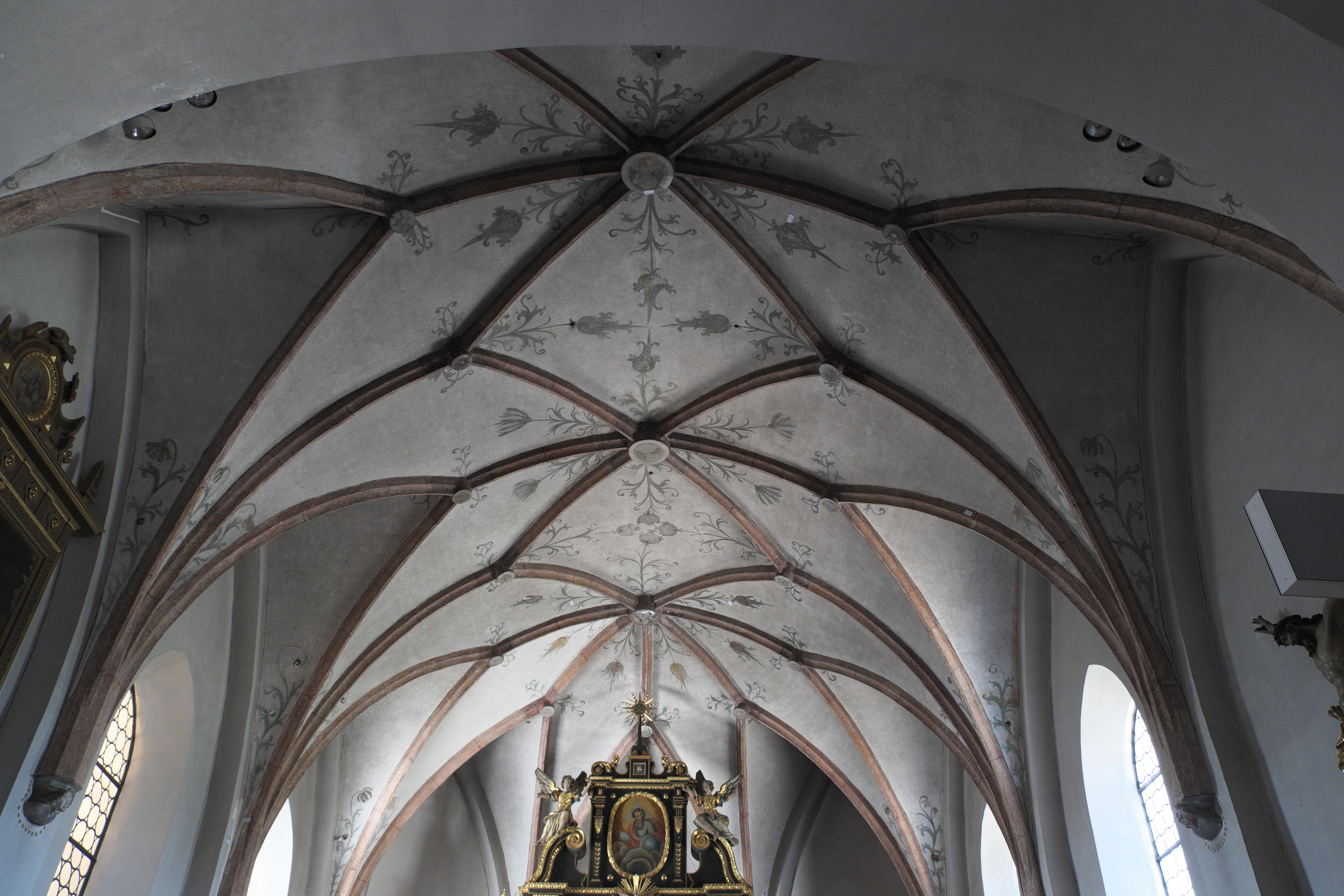
Netzrippengewölbe im Chor
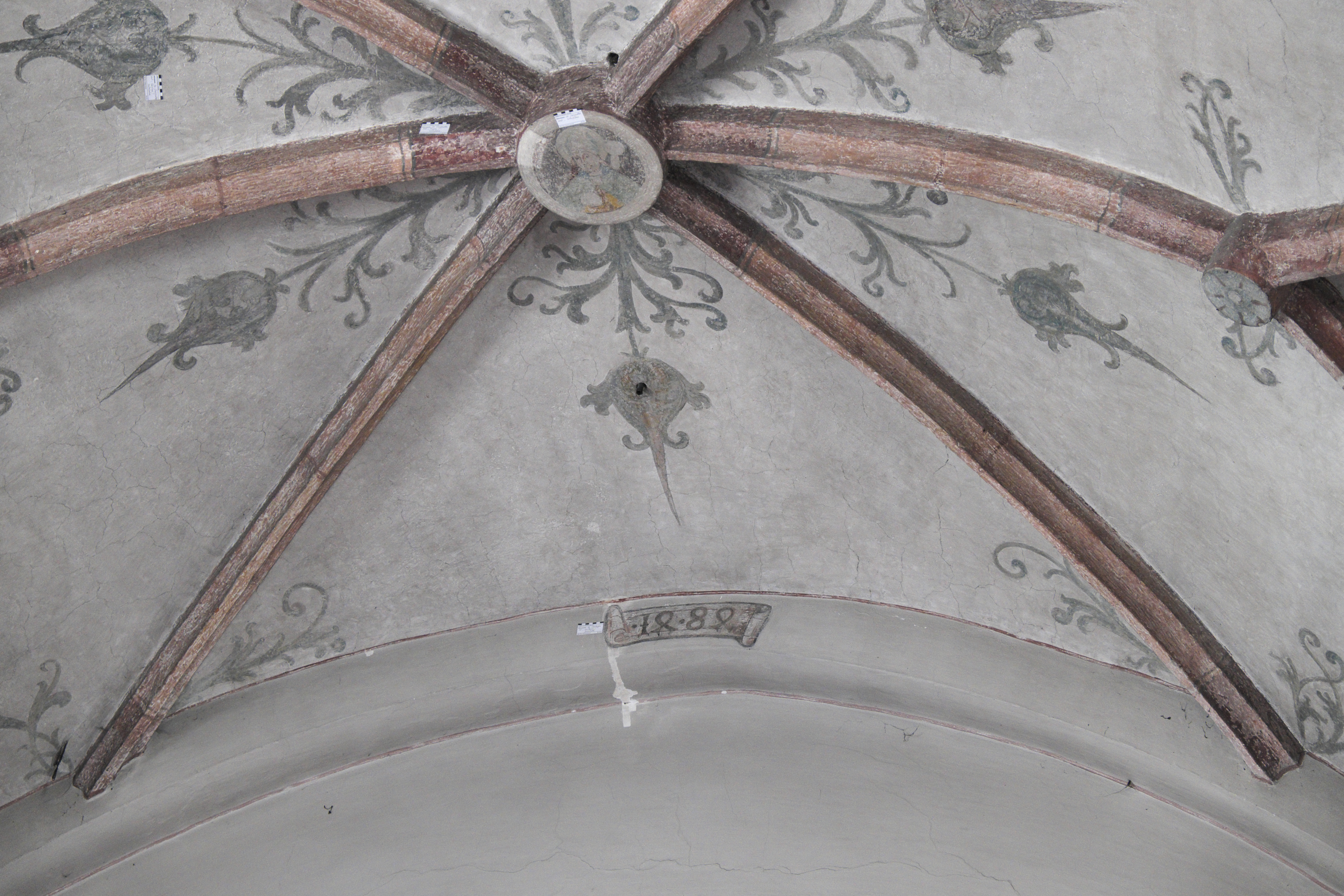
Jahreszahl 1484 am Chorbogen
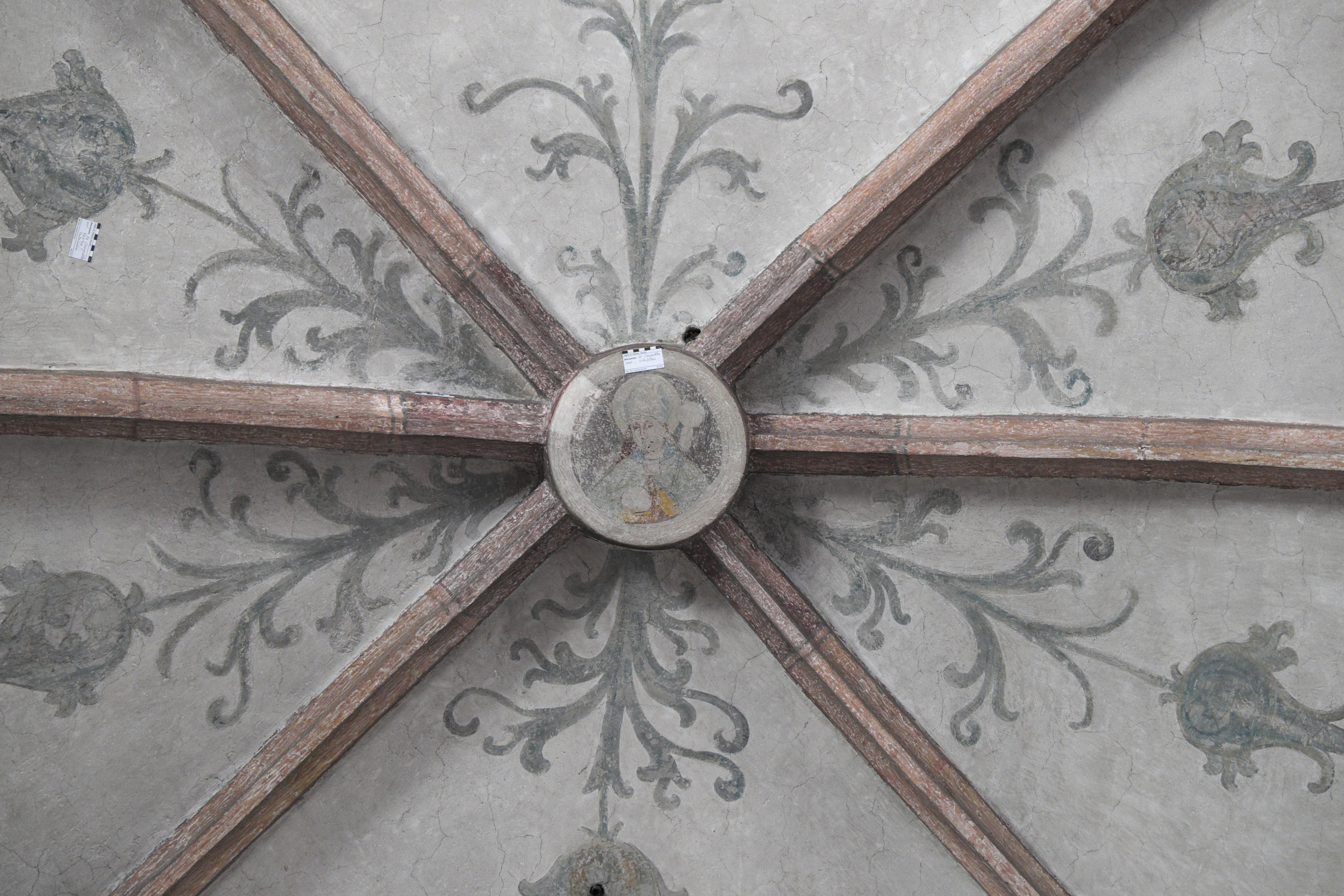
Schlussstein im Chor

## Ausstattung
- Der Hauptaltar wurde um 1650 geschaffen. Die Schnitzfigur der Madonna mit Kind, die von einem Strahlenkranz umgeben ist und auf der Mondsichel steht, wird – wie die seitlichen Figuren des heiligen Nikolaus (links) und des heiligen Georg (rechts) – um 1500 datiert.

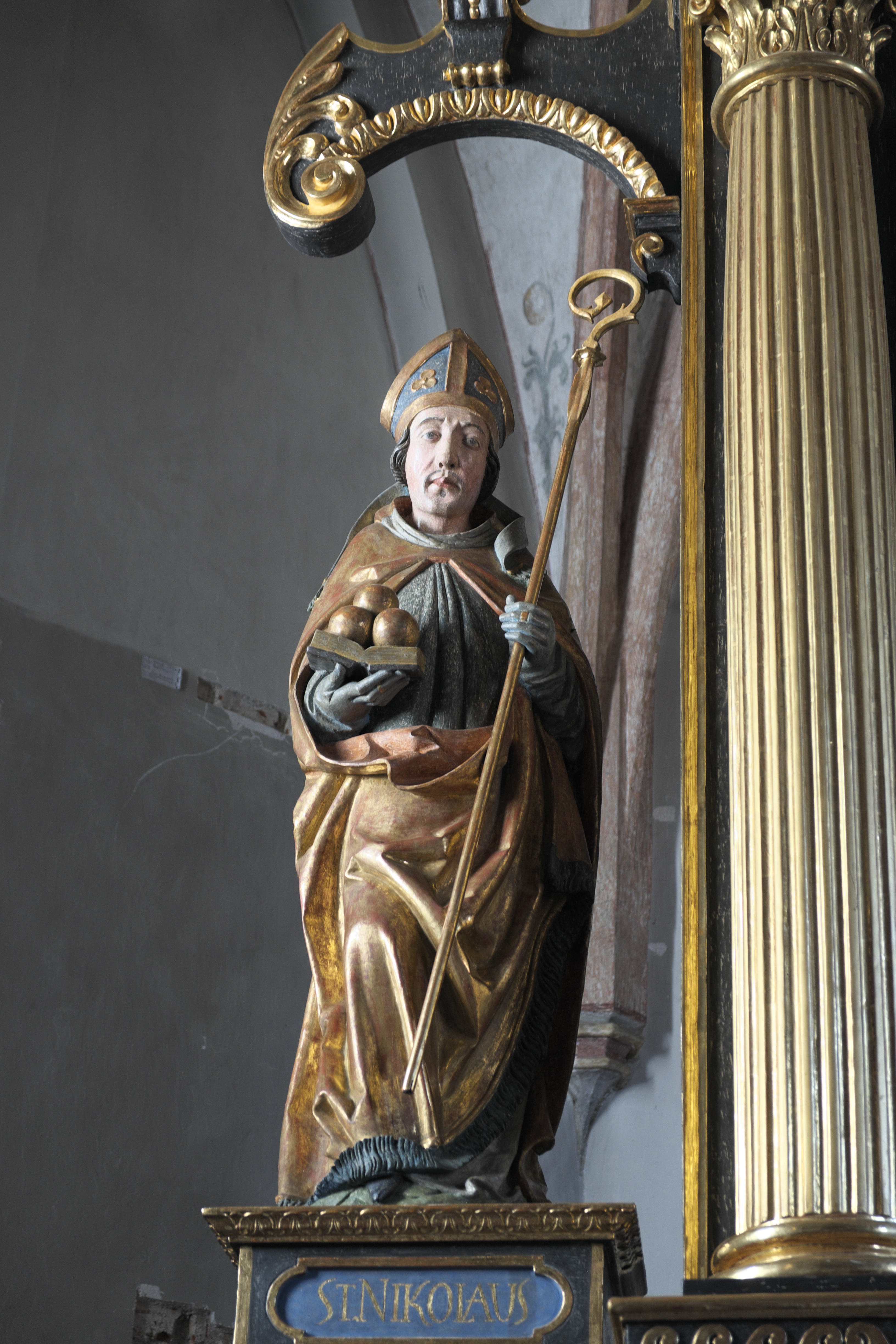
Hauptaltar, heiliger Nikolaus
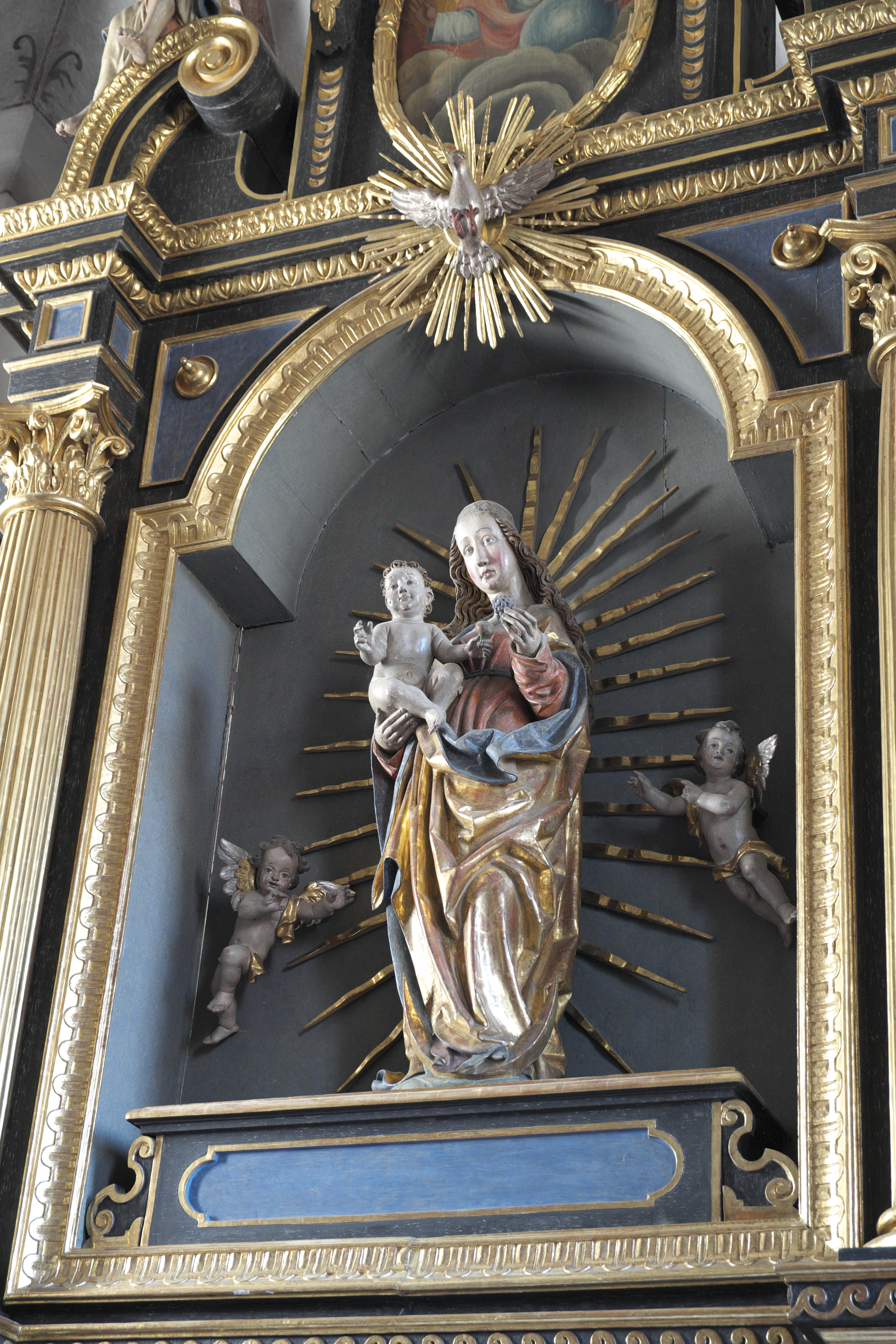
Hauptaltar, Madonna mit Kind
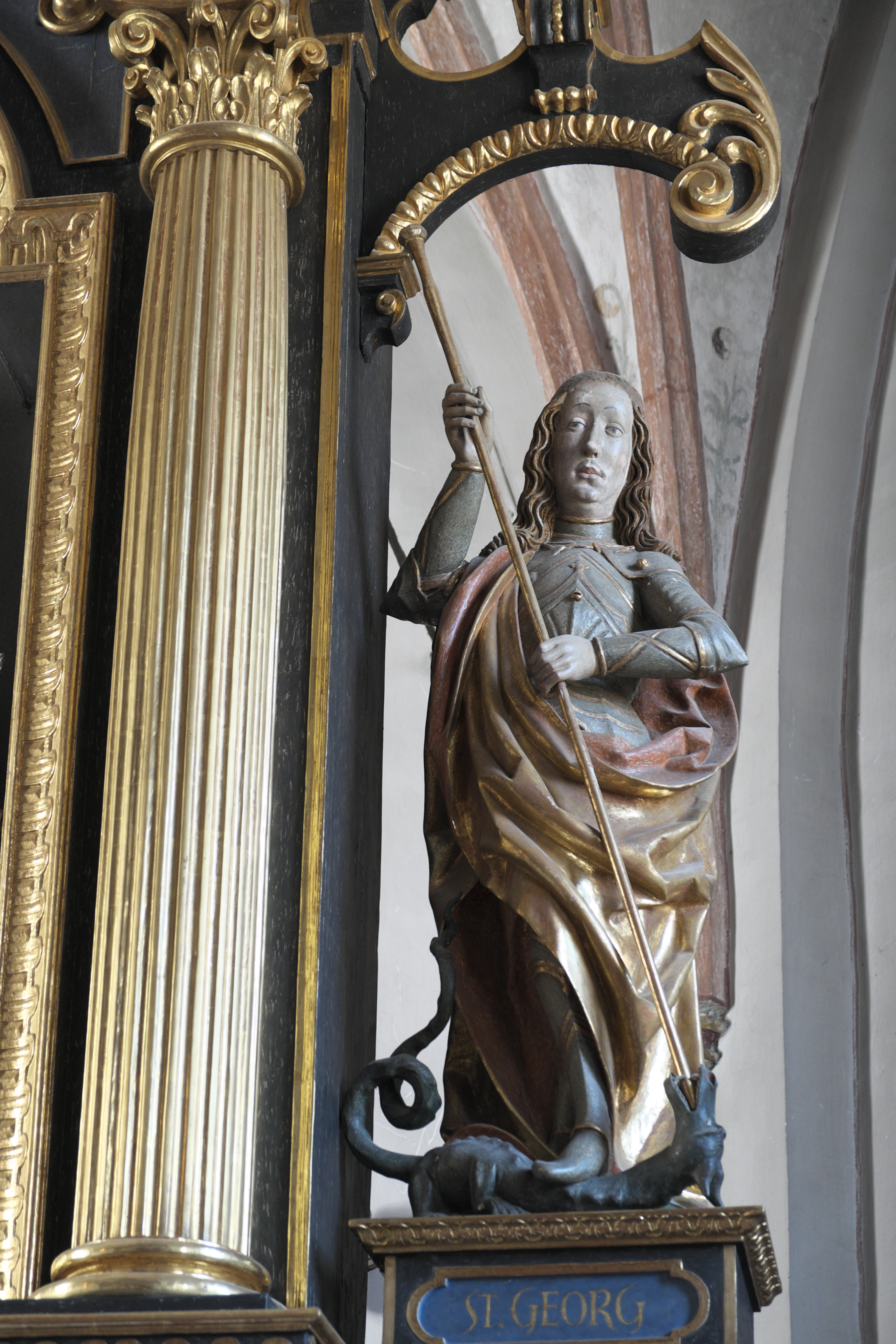
Hauptaltar, heiliger Georg

- Die beiden Seitenaltäre sind vermutlich um 1708 entstanden. Die Figur des heiligen Leonhard, des Schutzpatrons des Viehs, in der Mitte des linken Altars ist bereits um 1520 entstanden. Der Erzengel Raphael, seitlich am Altar, der Tobias beschützt, ist wie die Figuren des rechten Altars, der Erzengel Michael und der Ordensgründer Benedikt von Nursia, eine Arbeit aus der Mitte des 18. Jahrhunderts.
- Das Kruzifix und die Schmerzhafte Muttergottes im Chor stammen aus der ersten Hälfte des 18. Jahrhunderts.
- An der nördlichen Langhauswand steht eine farbig gefasste Holzskulptur des Papstes Silvester I. aus dem späten 15. Jahrhundert.
- Ebenfalls an der Nordseite ist die Skulpturengruppe Anna selbdritt, die um 1520 entstand, in einer Nische untergebracht.
- An der Südwand des Langhauses erinnert ein Votivbild eines Bauern an die Verschonung seines Hofes während des großen Ortsbrandes im Jahr 1811.

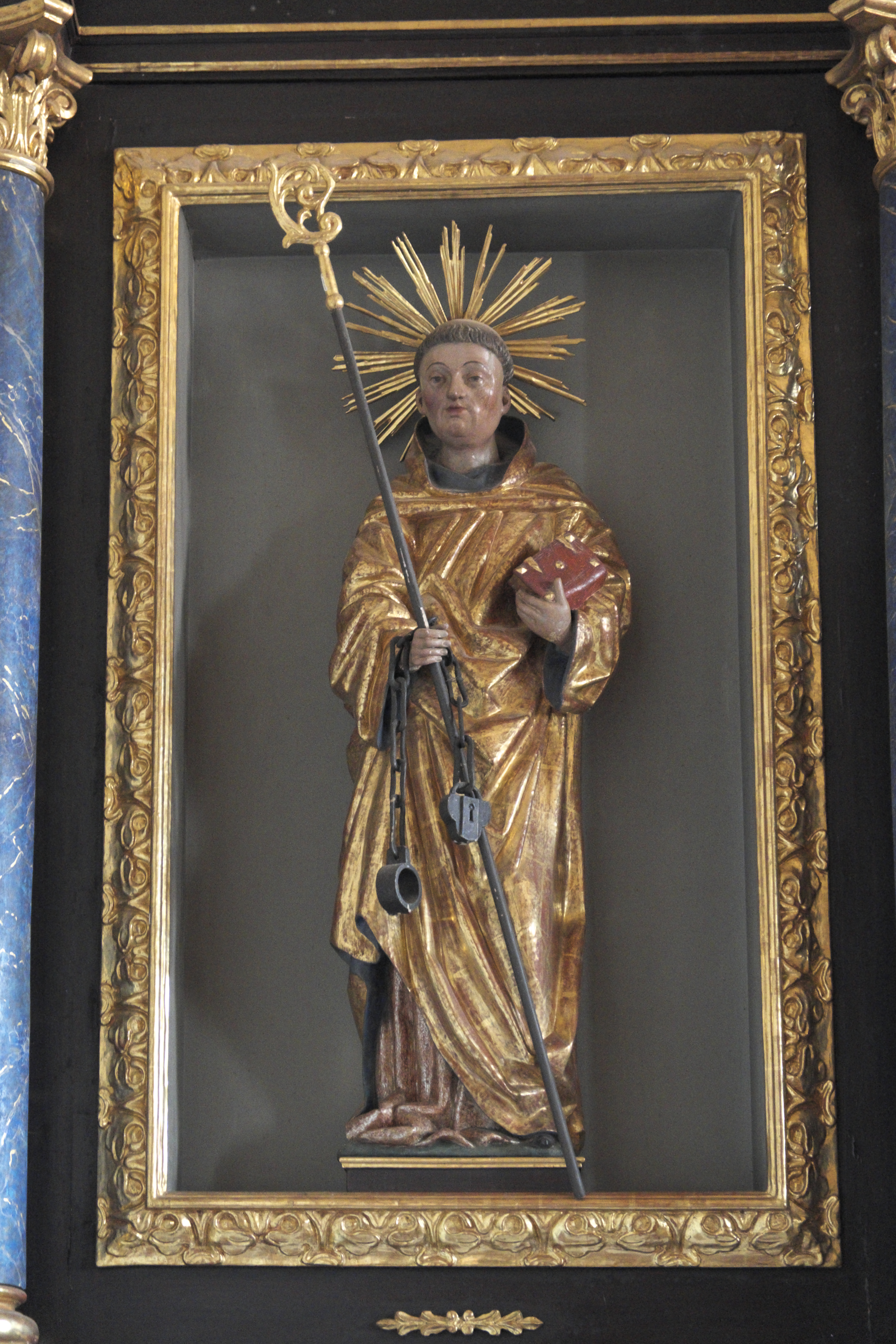
Seitenaltar, heiliger Leonhard
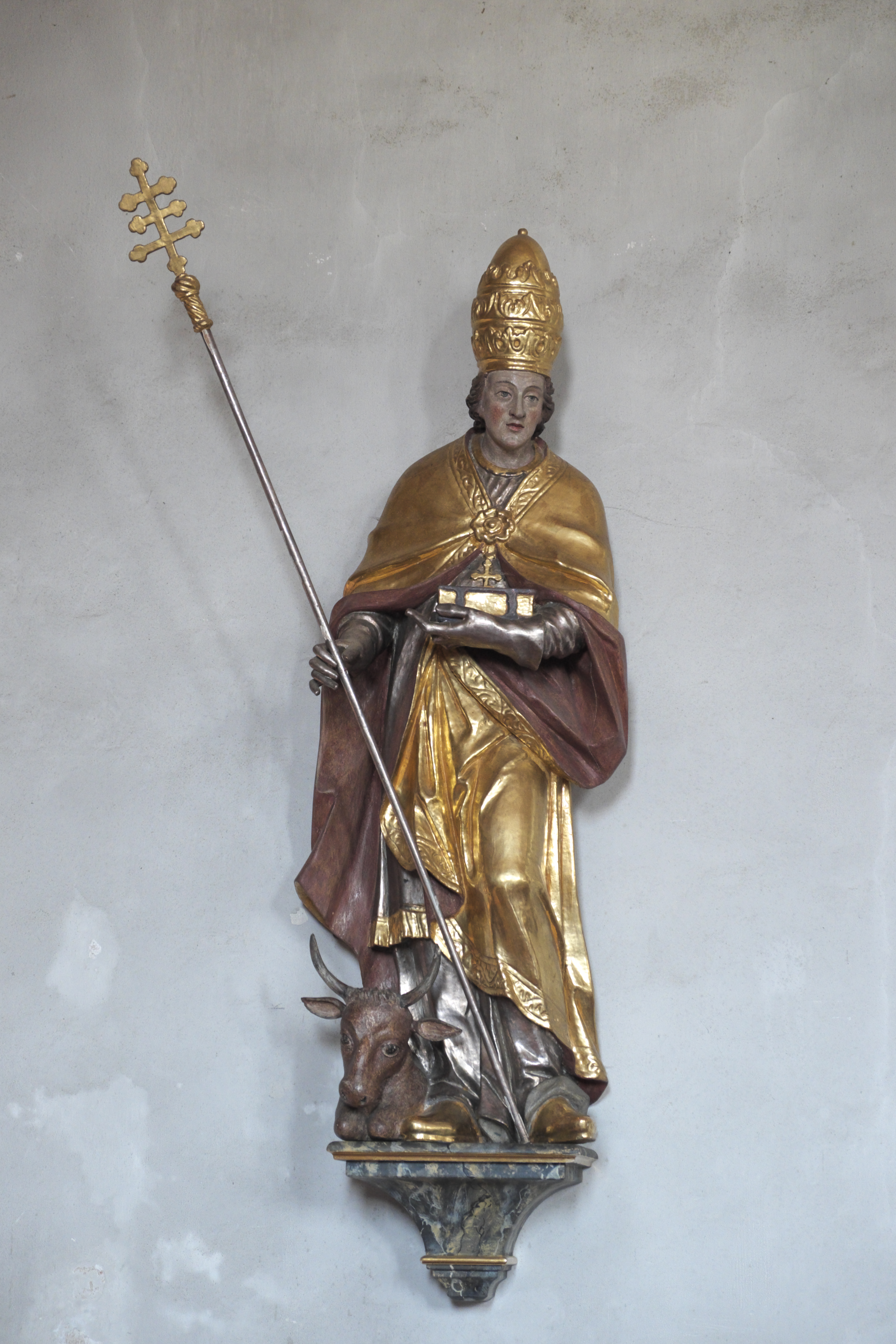
Papst Silvester I.
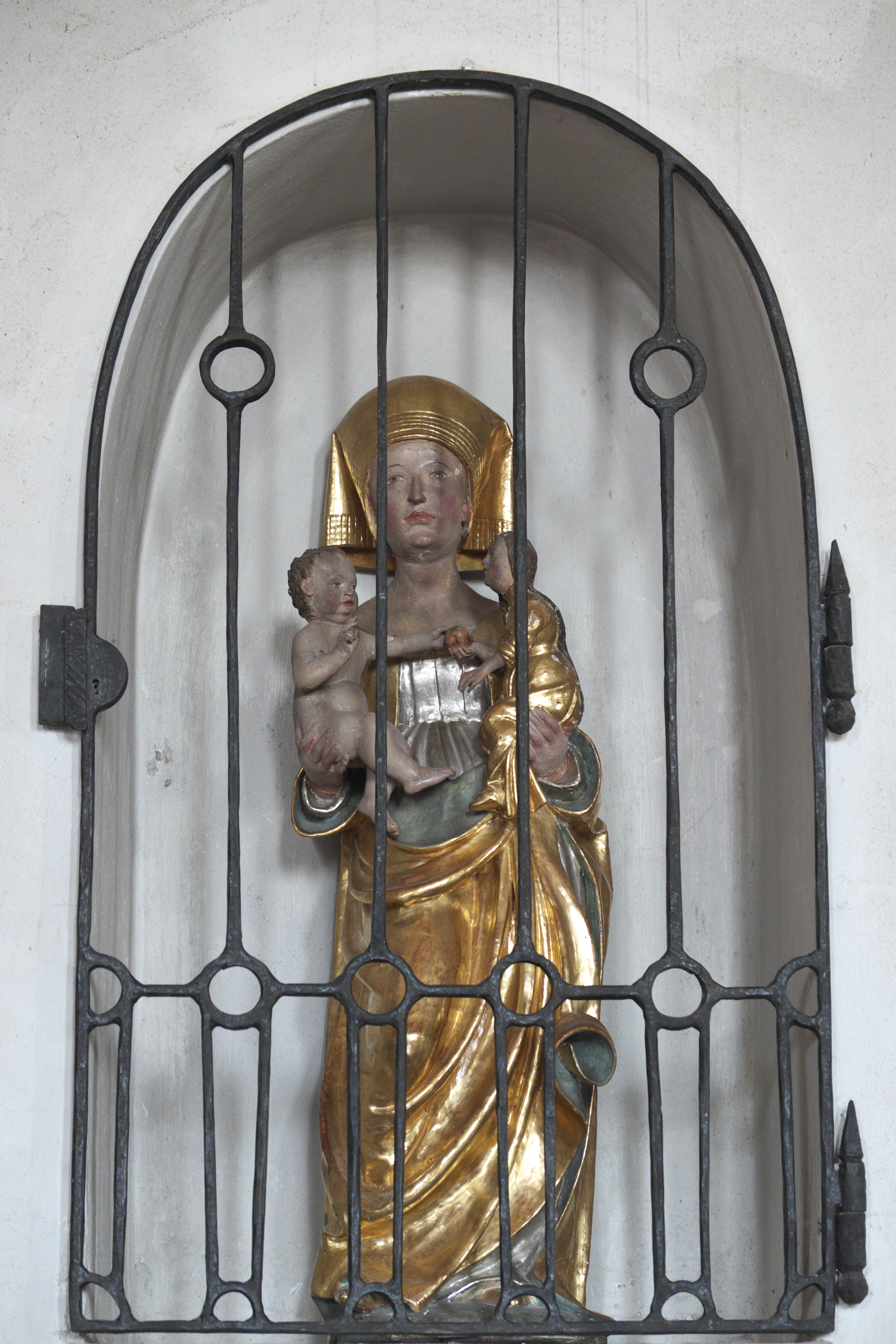
Anna selbdritt

## Orgel

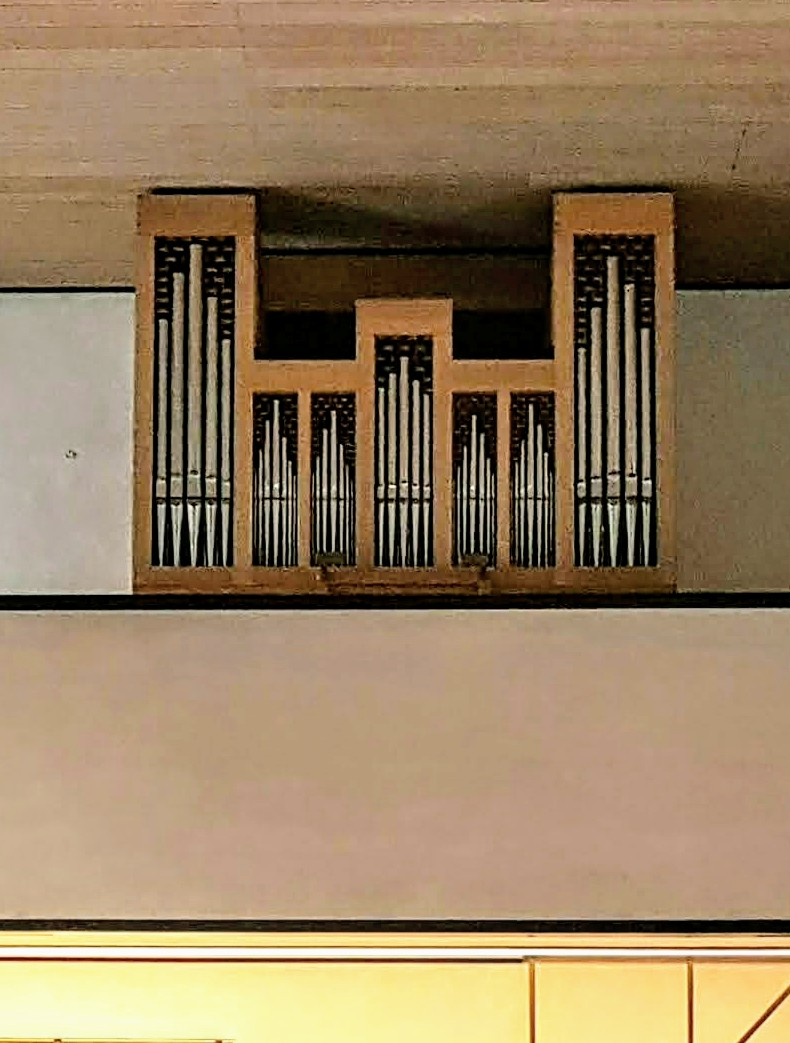
Die Kaps-Orgel

Die Orgel mit 15 Registern auf zwei Manualen und Pedal wurde von Christoph Kaps im Jahr 1992 neu gebaut. Die Disposition lautet:
| I Manual  |        |
| Rohrflöte | 8′     |
| Prinzipal | 4′     |
| Oktave    | 2′     |
| Mixtur    | 1 ⁄3′  |
| Nazard    | 2 ⁄3′  |
| Terz      | 1 3⁄5′ |

| II Manual  |       |
| Gedeckt    | 8′    |
| Spitzflöte | 4′    |
| Spillflöte | 2′    |
| Quinte     | 1 ⁄3′ |
| Hautbois   | 8′    |

| Pedal      |     |
| Subbaß     | 16′ |
| Flötbaß    | 8′  |
| Tenoroktav | 4′  |
| Fagott     | 8′  |

- Koppeln: II/I, I/P, II/P

## Epitaph von 1589

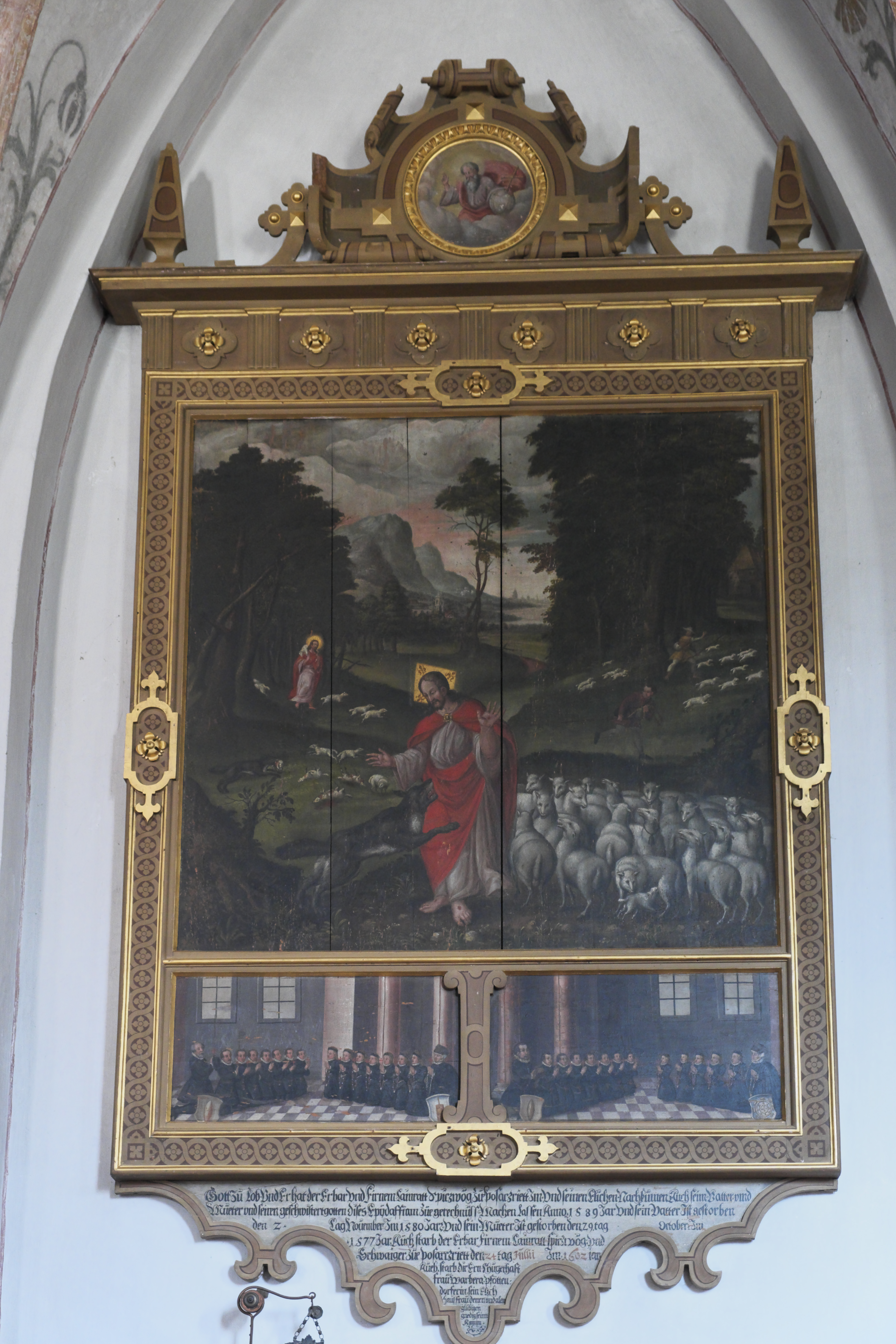
Epitaph

Im Chor erinnert ein Epitaph aus dem Jahr 1589 an die Familie Spitzweck, die Inhaber der Schäferei und Schwaige Boschetsried (Poschetsried), an deren Stelle später das Fürstenrieder Schloss gebaut wurde. Das Tafelbild mit einem aufwändig geschnitzten Rahmen stellt den Guten Hirten dar, im Auszug sieht man Gottvater, der über den Wolken thront und die Weltkugel in seiner linken Hand hält. Unten im Bild ist die Familie dargestellt.